# ماري كينغ
ماري كينغ (بالإنجليزية: Mary King)‏ هي عالمة سياسة أمريكية، ولدت في 30 يوليو 1940.